# Otaqvar
La ville d'Otaqvar (اطاقور) est située dans le comté de Langrud dans la province de Guilan, en Iran. Elle est la capitale du district du même nom. Lors du recensement de 2006, sa population s'élevait à 1 404 habitants[réf. nécessaire].